# Henryk Gradkowski
Henryk Tomasz Gradkowski (ur. 17 lutego 1940, zm. 5 lipca 2025 w Jeleniej Górze) – polski filolog, specjalizujący się w literaturoznawstwie, dydaktyce literatury, historii literatury polskiej i romantyzmie; nauczyciel akademicki związany z uczelniami we Wrocławiu, Częstochowie, Słupsku, Wałbrzychu i Jeleniej Górze.

## Życiorys
Ukończył studia wyższe na kierunku filologia polska. W 1983 uzyskał stopień naukowy doktora nauk humanistycznych na Uniwersytecie Wrocławskim na podstawie pracy pt. Liryka dwudziestolecia międzywojennego w dydaktyce szkoły średniej ogólnokształcącej lat 1944-1979, której promotorem był prof. Mieczysław Inglot. Z kolei w 2001 roku Rada Wydziału Filologicznego Uniwersytetu Śląskiego w Katowicach nadała mu tytuł naukowy doktora habilitowanego nauk humanistycznych w zakresie literaturoznawstwa o specjalności: literaturoznawstwo, metodyka i dydaktyka literatury, na podstawie całego dorobku naukowego oraz rozprawy nt. Mickiewicz w polskiej szkole XIX i pierwszej połowy XX wieku. Strategie lektury i style odbioru. Z kolei w 2012 roku prezydent Polski Bronisław Komorowski nadał mu tytuł profesora nauk humanistycznych.
Zawodowo związany był z wieloma uczelnia w kraju. Początkowo był adiunktem na Uniwersytecie Wrocławskim, gdzie uzyskał doktorat. Po czym przez wiele lat prowadził działalność naukowo-dydaktyczną w Instytucie Filologii Polskiej Akademii im. Jana Długosza w Częstochowie. Doszedł tam do stanowiska profesora nadzwyczajnego. Przez jakiś czas pracował w Akademii Pomorskiej w Słupsku.
Poza działalnością akademicką pracował także jako urzędnik w Kuratorium Oświaty w Jeleniej Górze, gdzie był w latach 90. XX wieku dyrektorem Wydziału Kształcenia i Opieki. Przy jego współudziale udało się w tym mieście powołać w 1998 roku pierwszą samodzielną uczelnię - Kolegium Karkonoskie, którego został pierwszym prorektorem. W latach 2007–2015 piastował tam przez dwie kadencje urząd rektora. Był także prezesem Karkonoskiego Towarzystwa Naukowego oraz dyrektorem Instytutu Humanistycznego w Państwowej Wyższej Szkole Zawodowej im. Angelusa Silesiusa w Wałbrzychu.
Zainteresowania naukowe Henryka Gradkowskiego koncentrowały się wokół zagadnień związanych z pedagogiką, etyką oraz przede wszystkim literaturoznawstwem ze szczególnym uwzględnieniem dydaktyki literatury, historii literatury polskiej oraz romantyzmu. Do jego najważniejszych publikacji należą:
- Odbiór liryki w szkole. Z badań nad szkolną edukacją literacką
- Mickiewicz w polskiej szkole XIX i pierwszej połowie XX wieku. Strategie lektury i style odbioru
- Szkolna recepcja Słowackiego w XIX i pierwszej połowie XX wieku
- Etyka pracowników administracji publicznej
- Ruch wydawniczy i literacki w regionie jeleniogórskim (1945-1955)